# Jan Karel Steppe
Jan Karel Steppe (* 16. November 1918 in Ninove; † 9. Mai 2009 in Sint-Amandsberg) war ein belgischer Kunsthistoriker.
Steppe war Professor an der Universität Löwen. Seine Schulausbildung erhielt er auf dem Jesuitenkolleg von Aalst. Danach studierte er an der Katholischen Universität Leuven. In Deutschland wurde er vor allem durch seinen Aufsatz Der hl. Benedikt im Spiegel der Kunst bekannt. Zu seinen Schülern gehörte Maurits Smeyers (1937–1999).

## Veröffentlichungen
- Het koordoksaal in de Nederlanden. Brüssel 1952.
- Jheronimus Bosch. Eindhoven 1967.
- Wereld van vroomheid en satire. Kasterlee 1973.